# Triatoma protracta
Espèce
Triatoma protracta (communément appelé "Western Conenose", "vinchuca", "Mexican bedbugs" ou "Kissing Bug") est une punaise (de la famille Reduviidae) de l'ordre des Hemiptera. C'est un insecte nocturne, brun-noir d'environ 2 cm retrouvé en forêt. Il est commun dans le sud-ouest des États-Unis et en Amérique du Sud.
Cet insecte se nourrit du sang de mammifères en perçant les lèvres, les paupières ou les oreilles d'une victime endormie. Ce mode de nutrition peut provoquer des chocs anaphylactiques ou induire la maladie de Chagas si l'insecte est porteur de Trypanosoma cruzi.